# Giải vô địch bóng đá U-17 châu Á 2002
Giải vô địch bóng đá U-17 châu Á 2002 là phiên bản thứ 10 của Giải vô địch bóng đá U-17 châu Á, diễn ra tại Các Tiểu vương quốc Ả Rập Thống nhất. Hàn Quốc vô địch giải đấu sau khi đánh bại Yemen ở trận chung kết.

## Các đội tham dự
Các đội sau đây vượt qua vòng loại để tham dự vòng chung kết:
- Bảng 1: Yemen
- Bảng 2: Syria
- Bảng 3: Qatar
- Bảng 4: Ấn Độ
- Bảng 5: Uzbekistan
- Bảng 6: Pakistan
- Bảng 7: Myanmar
- Bảng 8: Hàn Quốc
- Bảng 9: Trung Quốc
- Bảng 10: Việt Nam
- Bảng 11: Nhật Bản

Cùng với đội chủ nhà  UAE được miễn thi đấu vòng loại, được vào thẳng vòng chung kết.

## Vòng bảng

### Bảng A
| VT | Đội        | ST | T | H | B | BT | BB | HS | Đ | Giành quyền tham dự |
| -- | ---------- | -- | - | - | - | -- | -- | -- | - | ------------------- |
| 1  | Trung Quốc | 3  | 3 | 0 | 0 | 9  | 2  | +7 | 9 | Vòng loại trực tiếp |
| 2  | UAE        | 3  | 1 | 1 | 1 | 5  | 4  | +1 | 4 | Vòng loại trực tiếp |
| 3  | Ấn Độ      | 3  | 1 | 1 | 1 | 6  | 6  | 0  | 4 | Vòng loại trực tiếp |
| 4  | Myanmar    | 3  | 0 | 0 | 3 | 4  | 12 | −8 | 0 |                     |

| Trung Quốc | 4–1 | Ấn Độ |
| ---------- | --- | ----- |
|            |     |       |

| UAE | 4–2 | Myanmar |
| --- | --- | ------- |
|     |     |         |

| Trung Quốc | 1–0 | UAE |
| ---------- | --- | --- |
|            |     |     |

| Ấn Độ | 4–1 | Myanmar |
| ----- | --- | ------- |
|       |     |         |

| Trung Quốc | 4–1 | Myanmar |
| ---------- | --- | ------- |
|            |     |         |

| Ấn Độ | 1–1 | UAE |
| ----- | --- | --- |
|       |     |     |

### Bảng B
| VT | Đội      | ST | T | H | B | BT | BB | HS | Đ | Giành quyền tham dự |
| -- | -------- | -- | - | - | - | -- | -- | -- | - | ------------------- |
| 1  | Hàn Quốc | 3  | 2 | 1 | 0 | 9  | 3  | +6 | 7 | Vòng loại trực tiếp |
| 2  | Yemen    | 3  | 2 | 1 | 0 | 6  | 3  | +3 | 7 | Vòng loại trực tiếp |
| 3  | Pakistan | 3  | 0 | 1 | 2 | 2  | 6  | −4 | 1 |                     |
| 4  | Việt Nam | 3  | 0 | 1 | 2 | 2  | 7  | −5 | 1 |                     |

| Việt Nam | 0–2 | Yemen |
| -------- | --- | ----- |
|          |     |       |

| Pakistan | 0–3 | Hàn Quốc |
| -------- | --- | -------- |
|          |     |          |

| Việt Nam | 1–1 | Pakistan |
| -------- | --- | -------- |
|          |     |          |

| Yemen | 2–2 | Hàn Quốc |
| ----- | --- | -------- |
|       |     |          |

| Việt Nam | 1–4 | Hàn Quốc |
| -------- | --- | -------- |
|          |     |          |

| Yemen | 2–1 | Pakistan |
| ----- | --- | -------- |
|       |     |          |

### Bảng C
| VT | Đội        | ST | T | H | B | BT | BB | HS | Đ | Giành quyền tham dự |
| -- | ---------- | -- | - | - | - | -- | -- | -- | - | ------------------- |
| 1  | Uzbekistan | 3  | 2 | 1 | 0 | 4  | 2  | +2 | 7 | Vòng loại trực tiếp |
| 2  | Syria      | 3  | 1 | 1 | 1 | 2  | 2  | 0  | 4 | Vòng loại trực tiếp |
| 3  | Qatar      | 3  | 1 | 0 | 2 | 3  | 3  | 0  | 3 | Vòng loại trực tiếp |
| 4  | Nhật Bản   | 3  | 1 | 0 | 2 | 3  | 5  | −2 | 3 |                     |

| Uzbekistan | 2–1 | Nhật Bản |
| ---------- | --- | -------- |
|            |     |          |

| Syria | 1–0 | Qatar |
| ----- | --- | ----- |
|       |     |       |

| Uzbekistan | 1–1 | Syria |
| ---------- | --- | ----- |
|            |     |       |

| Nhật Bản | 1–3 | Qatar |
| -------- | --- | ----- |
|          |     |       |

| Uzbekistan | 1–0 | Qatar |
| ---------- | --- | ----- |
|            |     |       |

| Nhật Bản | 1–0 | Syria |
| -------- | --- | ----- |
|          |     |       |

## Vòng loại trực tiếp

### Sơ đồ
|  | Tứ kết     | Tứ kết       |            |       | Bán kết       | Bán kết       |  |  | Chung kết | Chung kết |
|  |            |              |            |       |               |               |  |  |           |           |
|  | 16 tháng 9 |              |            |       |               |               |  |  |           |           |
|  |            |              |            |       |               |               |  |  |           |           |
|  | Trung Quốc | 3            |            |       |               |               |  |  |           |           |
|  | Trung Quốc | 3            | 20 tháng 9 |       |               |               |  |  |           |           |
|  | Qatar      | 1            |            |       |               |               |  |  |           |           |
|  | Qatar      | 1            | Trung Quốc | 0     |               |               |  |  |           |           |
|  | 17 tháng 9 |              | Trung Quốc | 0     |               |               |  |  |           |           |
|  |            | Yemen        | 1          |       |               |               |  |  |           |           |
|  | Yemen      | Yemen        | 1          | 2     |               |               |  |  |           |           |
|  | Yemen      |              | 22 tháng 9 | 2     |               |               |  |  |           |           |
|  | Syria      | 1            |            |       |               |               |  |  |           |           |
|  | Syria      | 1            | Yemen      | 1 (3) |               |               |  |  |           |           |
|  | 16 tháng 9 |              | Yemen      | 1 (3) |               |               |  |  |           |           |
|  |            | Hàn Quốc (p) | 1 (5)      |       |               |               |  |  |           |           |
|  | Hàn Quốc   | Hàn Quốc (p) | 1 (5)      | 3     |               |               |  |  |           |           |
|  | Hàn Quốc   | 20 tháng 9   |            | 3     |               |               |  |  |           |           |
|  | Ấn Độ      | 1            |            |       |               |               |  |  |           |           |
|  | Ấn Độ      | 1            | Hàn Quốc   | 4     |               |               |  |  |           |           |
|  | 17 tháng 9 |              | Hàn Quốc   | 4     |               |               |  |  |           |           |
|  |            | Uzbekistan   | 0          |       | Tranh hạng ba | Tranh hạng ba |  |  |           |           |
|  | Uzbekistan | Uzbekistan   | 0          | 3     | Tranh hạng ba | Tranh hạng ba |  |  |           |           |
|  | Uzbekistan |              | 22 tháng 9 | 3     |               |               |  |  |           |           |
|  | UAE        | 0            |            |       |               |               |  |  |           |           |
|  | UAE        | 0            | Trung Quốc | 1     |               |               |  |  |           |           |
|  |            |              |            |       |               |               |  |  |           |           |
|  | Uzbekistan | 0            |            |       |               |               |  |  |           |           |
|  | Uzbekistan | 0            |            |       |               |               |  |  |           |           |

### Tứ kết
| Trung Quốc | 3–1 | Qatar |
| ---------- | --- | ----- |
|            |     |       |

| Hàn Quốc | 3–1 | Ấn Độ |
| -------- | --- | ----- |
|          |     |       |

| Uzbekistan | 3–0 | UAE |
| ---------- | --- | --- |
|            |     |     |

| Yemen | 2–1 | Syria |
| ----- | --- | ----- |
|       |     |       |

### Bán kết
| Trung Quốc | 0–1 | Yemen |
| ---------- | --- | ----- |
|            |     |       |

| Hàn Quốc | 4–0 | Uzbekistan |
| -------- | --- | ---------- |
|          |     |            |

### Tranh hạng ba
| Trung Quốc | 1–0 | Uzbekistan |
| ---------- | --- | ---------- |
|            |     |            |

### Chung kết
| Yemen             | 1–1 | Hàn Quốc |
| ----------------- | --- | -------- |
|                   |     |          |
| Loạt sút luân lưu |     |          |
|                   | 3–5 |          |

## Vô địch
| Giải vô địch bóng đá U-17 châu Á 2002 |
| ------------------------------------- |
| · Hàn Quốc · Lần thứ hai              |

## Tham dựGiải vô địch bóng đá U-17 thế giới 2003
- Hàn Quốc
- Yemen
- Trung Quốc